# Robert Lusser
Robert Lusser, född 19 april 1899. död 19 januari 1969, var en tysk ingenjör, flygplansdesigner och pilot. Han är ihågkommen för viktiga bidrag till formgivningen av flygplan under andra världskriget, och för hans teoretiska studie av tillförlitligheten hos komplexa system.

## Fotnoter
1. 1 2  Gemeinsame Normdatei, läst: 9 april 2014.[källa från Wikidata]